# Mouchnice
Mouchnice település Csehországban, Hodoníni járásban. Mouchnice Koryčany, Brankovice, Snovídky, Nemotice, Nevojice, Lovčice és Kyjov településekkel határos. Lakosainak száma 314 fő (2024. január 1.).

## Népesség
A település lakosságának változását az alábbi diagram mutatja:
| Lakosok száma | 557  | 712  | 786  | 611  | 392  | 351  | 320  | 301  | 309  | 314  |
|               | 1869 | 1890 | 1921 | 1950 | 1980 | 2001 | 2017 | 2019 | 2022 | 2024 |